# Boxe aux Jeux olympiques d'été de 1976
Navigation
Munich 1972 Moscou 1980
Aux Jeux olympiques d'été de 1976, onze épreuves de boxe anglaise se sont disputées du 18 juillet au 31 juillet 1976 à Montréal, Canada.

## Résultats

### Podiums
| Catégories                    | Or                | Argent             | Bronze                            |
| Poids mi-mouches (-48 kg)     | Jorge Hernández   | Ri Byong-uk        | Payao Poontarat Orlando Maldonado |
| Poids mouches (-51 kg)        | Leo Randolph      | Ramón Duvalón      | David Torosyan Leszek Błażyński   |
| Poids coqs (-54 kg)           | Gu Yong-ju        | Charles Mooney     | Patrick Cowdell Viktor Rybakov    |
| Poids plumes (-57 kg)         | Ángel Herrera     | Richard Nowakowski | Leszek Kosedowski Juan Paredes    |
| Poids légers (-60 kg)         | Howard Davis      | Simion Cutov       | Ace Rusevski Vassily Solomin      |
| Poids super-légers (-63,5 kg) | Sugar Ray Leonard | Andrés Aldama      | Vladimir Kolev Kazimierz Szczerba |
| Poids welters (-67 kg)        | Jochen Bachfeld   | Pedro Gamarro      | Reinhard Skricek Victor Zilberman |
| Poids super-welters (-71 kg)  | Jerzy Rybicki     | Tadija Kačar       | Rolando Garbey Viktor Savchenko   |
| Poids moyens (-75 kg)         | Michael Spinks    | Rufat Riskiyev     | Luis Martínez Alec Năstac         |
| Poids mi-lourds (-81 kg)      | Leon Spinks       | Sixto Soria        | Costică Dafinoiu Janusz Gortat    |
| Poids lourds (+81 kg)         | Teófilo Stevenson | Mircea Șimon       | Clarence Hill John Tate           |

### Tableau des médailles
Un classement des médailles dominé par les boxeurs américains qui remportent cinq médailles d'or et par les cubains qui totalisent le plus grand nombre de médailles (8). 
| Place | Pays                 | Médaille d'or, Jeux olympiques | Médaille d'argent, Jeux olympiques | Médaille de bronze, Jeux olympiques | Total |
| ----- | -------------------- | ------------------------------ | ---------------------------------- | ----------------------------------- | ----- |
| 1     | États-Unis           | 5                              | 1                                  | 1                                   | 7     |
| 2     | Cuba                 | 3                              | 3                                  | 2                                   | 8     |
| 3     | Allemagne de l'Est   | 1                              | 1                                  | 0                                   | 2     |
| -     | Corée du Nord        | 1                              | 1                                  | 0                                   | 2     |
| 5     | Pologne              | 1                              | 0                                  | 4                                   | 5     |
| 6     | Roumanie             | 0                              | 2                                  | 3                                   | 5     |
| 7     | Union soviétique     | 0                              | 1                                  | 4                                   | 5     |
| -     | Yougoslavie          | 0                              | 1                                  | 1                                   | 2     |
| 9     | Venezuela            | 0                              | 1                                  | 0                                   | 1     |
| 10    | Allemagne de l'Ouest | 0                              | 0                                  | 1                                   | 1     |
| -     | Bermudes             | 0                              | 0                                  | 1                                   | 1     |
| -     | Bulgarie             | 0                              | 0                                  | 1                                   | 1     |
| -     | Royaume-Uni          | 0                              | 0                                  | 1                                   | 1     |
| -     | Mexique              | 0                              | 0                                  | 1                                   | 1     |
| -     | Porto Rico           | 0                              | 0                                  | 1                                   | 1     |
| -     | Thaïlande            | 0                              | 0                                  | 1                                   | 1     |
| Total | 16 pays médaillés    | 11                             | 11                                 | 22                                  | 44    |